# Tomas Rosenquist af Åkershult
Tomas Fredrik Rosenquist af Åkershult, född den 27 september 1850 i Södra Vånga församling, Älvsborgs län, död den 5 januari 1907 i Skövde, var en svensk jurist. Han var son till Axel Rosenquist af Åkershult och far till Nils Rosenquist af Åkershult.
Rosenquist af Åkershult blev student vid Uppsala universitet 1870 och avlade examen till rättegångsverken där 1876. Han blev vice häradshövding 1878, advokatfiskal i Göta hovrätt 1884 och häradshövding i Åse, Viste, Barne och Laske domsaga 1890. Rosenquist af Åkershult blev riddare av Nordstjärneorden 1900.